# Spetsgröngöling
Spetsgröngöling (Picus vittatus) är en fågel i familjen hackspettar inom ordningen hackspettartade fåglar.

## Utseende och läte
Spetsgröngölingen är en typisk gröngöling, med tegrön rygg, grått ansikte och ett svart mustaschstreck. Hanen har bjärt röd hjässa, medan honans hjässa är mattsvart. Den tydliga bandningen på vingarna syns bäst i flykten. Fågeln är uppkallad efter det fina mönstret på undersidan från nedre delen av bröstet till undergumpen.

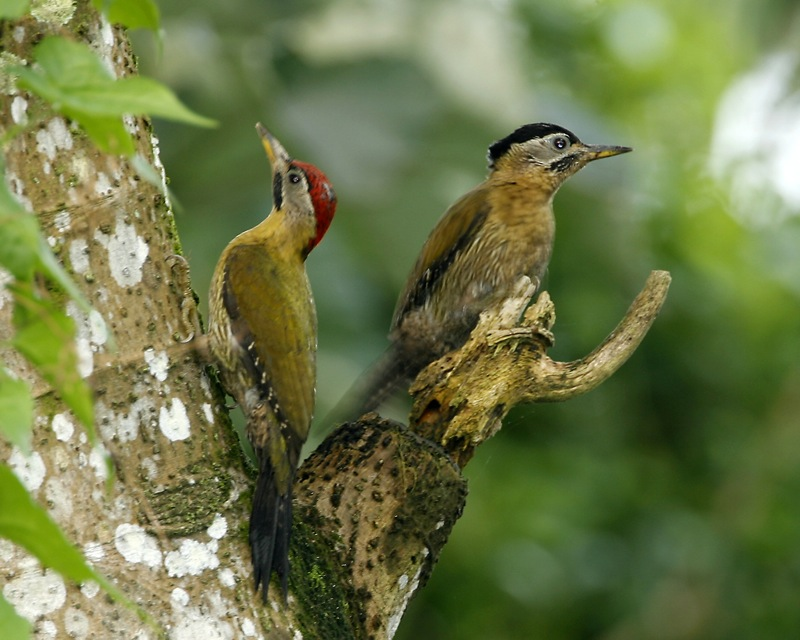
Hane till vänster, till höger en hona.

I sydvästra Thailand och södra Burma överlappar den med liknande burmagröngölingen, men dennas mustaschstreck är svagt och otydligt tecknat hos båda könen. Indisk gröngöling har även den otydligare mustaschstreck, liksom tydlig streckning på strupen. Bland lätena hörs vassa och högljudda "kip", i konfrontation även mer ihållande tvåtonade ljud.

## Utbredning och systematik
Spetsgröngölingen förekommer i Sydostasien samt på Sumatra, Java, Bali och Kangeanöarna. Den behandlas som monotypisk, det vill säga att den inte delas in i några underarter. Närmaste släktingarna tros vara indisk gröngöling, rödhuvad gröngöling och burmagröngöling.

## Levnadssätt
Spetsgröngölingen hittas i olika skogstyper som lövskog, städsegrön skog, plantage och mangroveskog, men även i trädgårdar i byar och förorter. Där den överlappar med burmagröngölingen är den huvudsakligen begränsad till mangroveträsk, torrare lövskog och kustnära buskmarker, och ses endast sällsynt i trädgårdar. Den ses enstaka eller i par, födosökande på fallna träd på marken, men även i bambu och uppe i själva träden där den föredrar stammar och större grenar. Födan består av skalbaggar och flugor.

## Status och hot
Arten har ett stort utbredningsområde och en stor population, men tros minska i antal, dock inte tillräckligt kraftigt för att den ska betraktas som hotad. Internationella naturvårdsunionen IUCN kategoriserar därför arten som livskraftig (LC).